# Eromanga Sensei

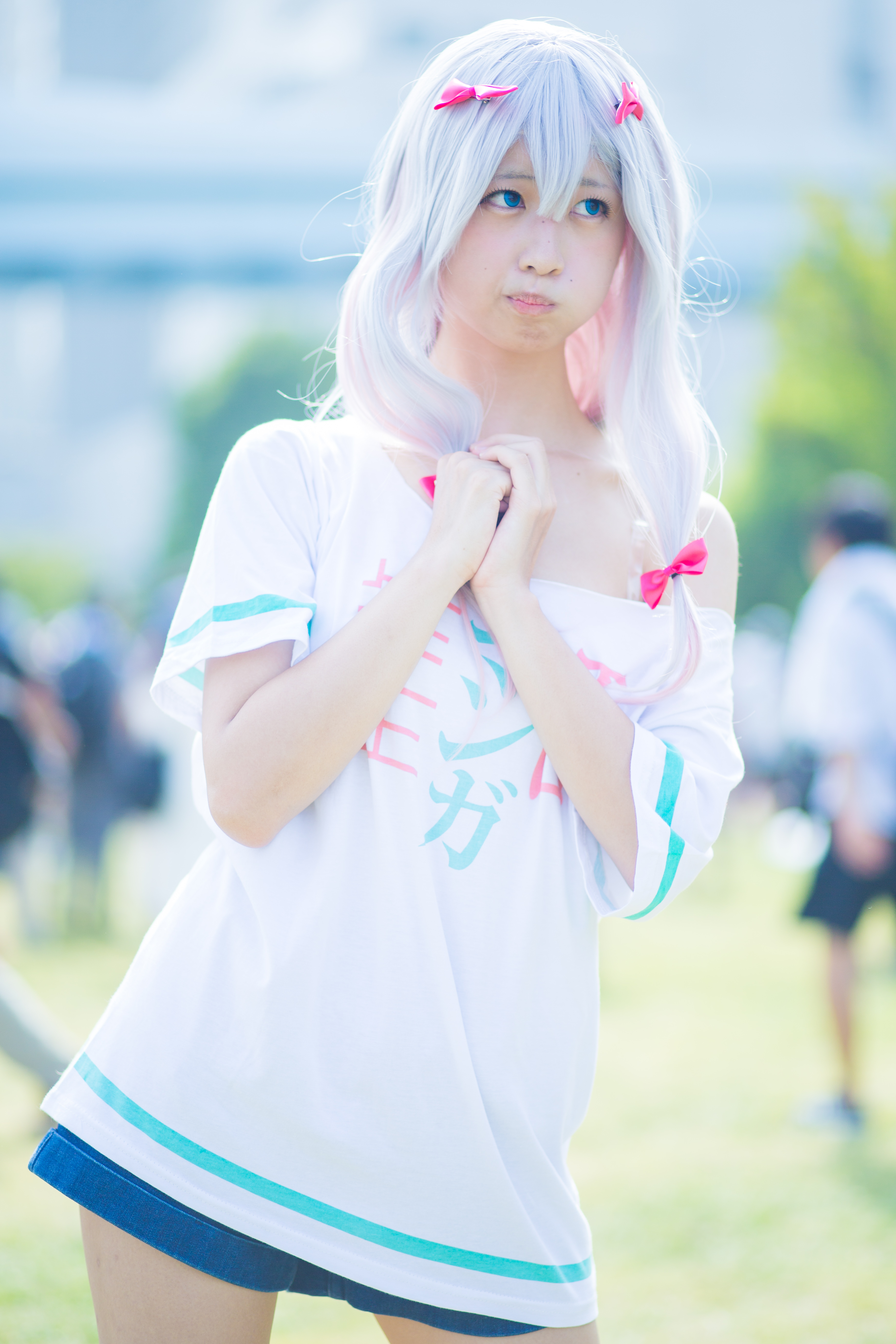
Eine Cosplayerin als Sagiri Izumi während der Comiket 94, 2018.

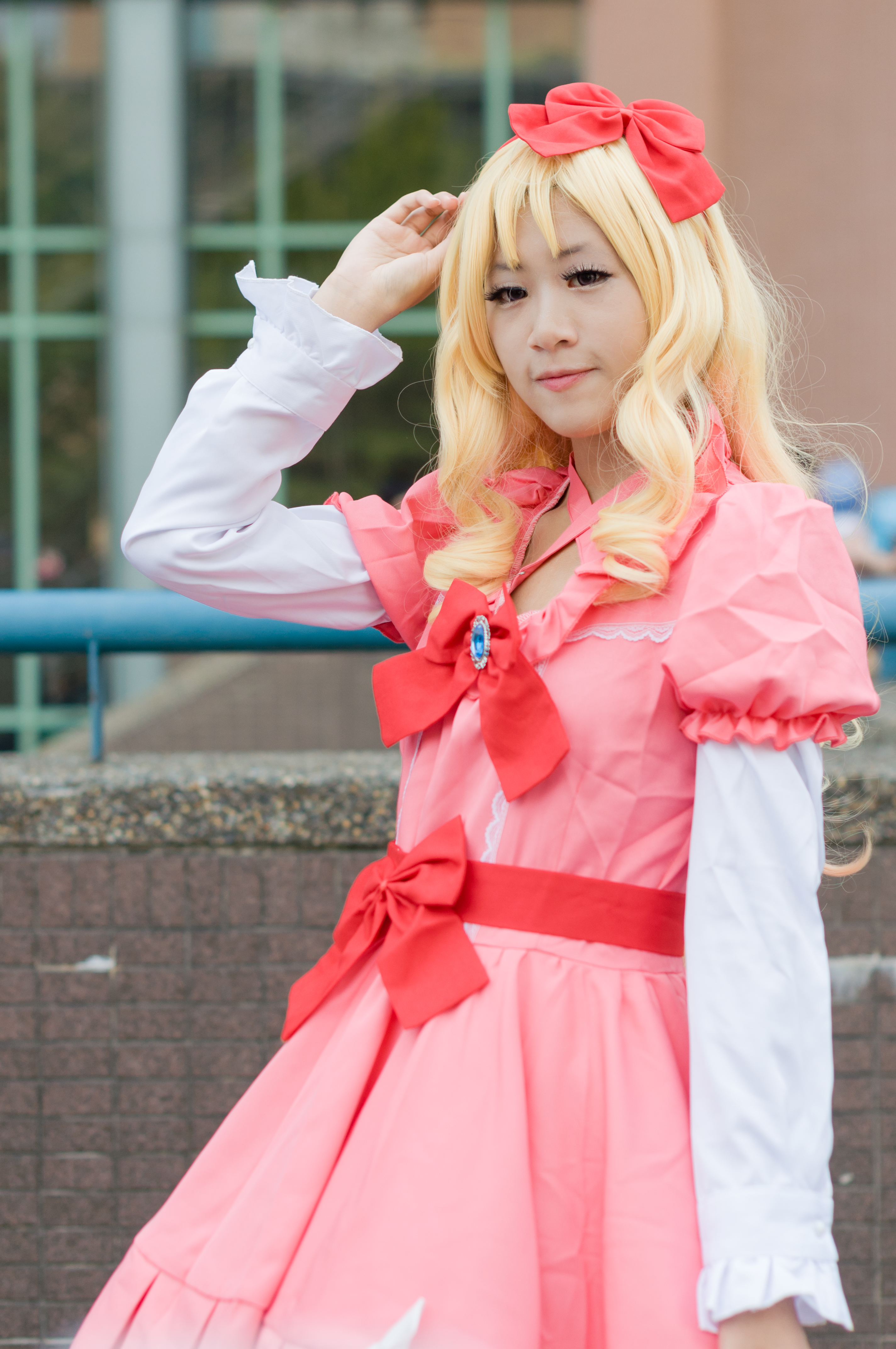
Eine Cosplayerin als Elf Yamada, 2017.

Eromanga Sensei (エロマンガ先生) ist eine Light-Novel- und Manga-Reihe von Tsukasa Fushimi, die der romantischen Komödie zugeordnet wird. Die Werke erscheinen seit 2013 im Dengeki Bunko (Roman) bzw. seit 2014 im Comic Dengeki Daiō (Manga) des Verlages ASCII Media Works.
Der Manga erscheint in Nordamerika in englischer Sprache über den Verlag Dark Horse Comics. Eine Anime-Fernsehserie lief im Jahr 2017 im japanischen Fernsehen.

## Handlung
Masamune Izumi ist Oberschüler und liebt es, Light Novels zu schreiben. Da er allerdings keine künstlerische Begabung besitzt, lässt er seine Illustrationen von seinem anonymen Partner für seine Werke zeichnen, der sich selbst „Eromanga-sensei“ nennt und fragwürdige und perverse Zeichnungen anfertigt, aber dennoch extrem zuverlässig ist. Neben seiner Tätigkeit als Autor und der Schule kümmert sich Masamune um das ihm einzig verbliebene Familienmitglied, seine jüngere Stiefschwester Sagiri, eine Hikikomori, die seit mehr als einem Jahr ihr Zimmer nicht verlassen hat.
Als Masamune erfährt, dass Eromanga Sensei einen Livestream veranstaltet, in dem er für seine Zuschauern in Echtzeit eine Illustration anfertigt, schaut er sich diesen zu Hause an. Dabei findet er versehentlich heraus, wer sich hinter dem Pseudonym verbirgt. Es handelt sich bei dem mysteriösen Illustrator um seine jüngere Schwester Sagiri. Das Leben der beiden gerät aus den Fugen, als eine Shōjo-Mangaka ins benachbarte Haus einzieht und vermehrt Zeit mit den beiden verbringt.

## Charaktere

### Hauptcharaktere
Masamune Izumi (和泉 正宗, Izumi Masamune)
Masamune ist 15 Jahre alt und besucht das erste Jahr der Oberschule und zugleich ein Romanautor. In der Mittelschule gewann er für eine Light-Novel-Reihe, die er selbst geschrieben hatte, eine Auszeichnung. Er ist Schöpfer der Light-Novel-Serie Silverwolf of Reincarnation und engagiert den anonymen Illustrator „Eromanga Sensei“, um für ihn die Zeichnungen anzufertigen. Durch Zufall findet er heraus, dass es sich bei dem unbekannten Illustrator um seine eigene jüngere Stiefschwester Sagiri handelt. Masamune begann mit dem Schreiben von Geschichten kurz nach dem Tod seiner Mutter und sieht das Schreiben von Romanen als Hobby.
Sagiri Izumi (和泉 紗霧, Izumi Sagiri)
Sagiri ist Masamunes 12-jährige Stiefschwester und eine Hikikomori, die nie ihr Zimmer verlässt, auch nicht um zu essen, und sich stattdessen voll und ganz auf ihren älteren Bruder verlässt. Im weiteren Verlauf der Geschichte lädt sie ihren Bruder in ihr Zimmer ein und beginnt sich allmählich ihrer Umwelt zu öffnen. Obwohl ihr Bruder und ein paar andere Personen in ihrem Umfeld von ihrer Identität als „Eromanga Sensei“ wissen, streitet sie dies stets ab und sagt, dass sie niemanden mit diesem Namen kenne. Sagiri besitzt ein großes künstlerisches Talent, dass sie durch ihre Mutter weiter verfeinern konnte.
Elf Yamada (山田エルフ, Yamada Erufu)
Elf Yamada ist eine erfolgreiche Romanautorin, die trotz ihrer gerade mal 14 Jahren bereits mehr als zwei Millionen Bücher verkauft hat. Im Laufe der Handlung zieht sie ins Haus neben den Izumis und beginnt alsbald Freundschaft mit Masamune zu schließen. Später entwickelt sie romantische Gefühle für ihn und gesteht ihm ihre Zuneigung. Elf trägt ein dem Lolita-Stil angelehntes Kleid. Ihr richtiger Name lautet Emili Granger (エミリー・グレンジャー Emirī Gurenjā).
Muramasa Senju (千寿 ムラマサ, Senju Muramasa)
Muramasa ist wie Masamune Romanautorin beim selben Verlag und stehen zunächst in einer scheinbar eher feindseligen Rivalität gegenüber. Grund ist, dass sie Fan von dessen Silverwolf-Romanen ist, die er abrupt beendete, und sie ein Riesenfan der Serie war. Deswegen versucht sie, ihn daran zu hindern, eine Romantische Komödie zu veröffentlichen. Nachdem Masamune sie im Tenkaichi-Budoukai-Schreibwettbewerbs ihres Verlages besiegen konnte, sieht sie ihre Niederlage ein. Sie ist in Masamune verliebt, gesteht ihm ihre Liebe, wird aber von ihm abgewiesen. Muramasa hat bereits 14,5 Millionen Bücher verkauft. Ihr richtiger Name ist Hana Umezono (梅園 花 Umezono Hana).
Megumi Jinno (神野 めぐみ, Jinno Megumi)
Megumi ist Mitschülerin von Sagiri an der Mittelschule und ein ehemaliges Amateurmodel. Obwohl sie den Anschein erweckt, einen perversen Charakter zu haben ist sie im Grunde unschuldig und gibt an, Erfahrungen in Beziehungen mit dem anderen Geschlecht zu haben, um „cool“ zu wirken. Um sich Sagiri anzunähern, beginnt sie, Light Novels zu lesen.
Tomoe Takasago (高砂 智恵, Takasago Tomoe)
Tomoe ist eine Freundin von Masamune und arbeitet als Teilzeitkraft in einem lokalen Manga-Geschäft.

### Weitere Charaktere
Ayame Kagurazaka (神楽坂 あやめ, Kagurazaka Ayame)
Ayame ist Masamunes und Muramasas Verlegerin.
Chris Yamada (山田 クリス, Yamada Kurisu)
Chris ist der ältere Bruder von Elf Yamada und gleichzeitig ihr Verleger. Er lernt Masamune während eines Wochenendes auf der Privatinsel der Yamadas kennen und freundet sich mit ihm an. Er sieht in Masamune den geeigneten Ehemann für seine kleine Schwester.
Kunimitsu Shidō (獅童 国光, Shidō Kunimitsu)
Shidō ist ein Teilnehmer am Tenkaichi-Budoukai, einem Schreibwettbewerb für angehende Autoren, und belegte dort hinter Masamune den zweiten Platz. Aufgrund mehrerer Missverständnisse zwischen ihm und Masamune, denkt Shidō, Masamune sei homosexuell.

## Umsetzungen

### Light Novel
Tsukasa Fushimi, der auch die Light-Novel-Reihe Oreimo schrieb, startete den Roman am 10. Dezember 2013. Die Illustrationen werden von Hiro Kanzaki angefertigt. Die Light Novel erscheint im Magazin Dengeki Bunko des Verlages ASCII Media Works. Bis November des Jahres 2019 wurden zwölf Bände veröffentlicht.

### Manga
Seit dem 27. Mai 2014 erscheint in Japan eine Manga-Serie, die die Light-Novel-Reihe adaptiert, und ebenfalls von Tsukasa Fushimi geschrieben wird während die Zeichnungen von Rin angefertigt werden. Der Manga erscheint im Comic Dengeki Daiō des Verlages ASCII Media Works. Bisher brachte die Manga-Reihe zehn Bände im Tankōbon-Format hervor. In Nordamerika erscheint der Manga beim Verlag Dark Horse Comics.
Der Manga erhielt im Juli des Jahres 2018 einen Ableger, welcher sich auf den Charakter Elf Yamada fokussiert.

### Anime
Im März des Jahres 2016 wurde bekanntgegeben, dass Eromanga Sensei eine Umsetzung als Anime-Fernsehserie erhalte. Der Anime entstand im Studio A-1 Pictures unter der Regie von Ryohei Takeshita und erhielt im Jahr 2019 zwei OVA-Episoden.

### Synchronisation
Die Synchronisation entstand im Tonwerk München @Alpha Postproduktion in München. Dialogregie übernahmen Eckart Goebel und Jakob Möller, Marie-Jeanne Widera schrieb die Dialogbücher.
| Rolle            | japanische Sprecher (Seiyū) | deutsche Sprecher        |
| ---------------- | --------------------------- | ------------------------ |
| Masamune Izumi   | Yoshitsugu Matsuoka         | Tobias John von Freyend  |
| Sagiri Izumi     | Akane Fujita                | Lisa Dzyadyk             |
| Elf Yamada       | Minami Takahashi            | Patricia Strasburger     |
| Megumi Jinno     | Ibuki Kido                  | Maresa Sedlmeir          |
| Ayame Kagurazaka | Mikako Komatsu              | Bettina Zech             |
| Tomoe Takasago   | Yui Ishikawa                | Melanie Olbert           |
| Muramasa Senju   | Saori Oonishi               | Marcia von Rebay         |
| Kunimitsu Shidou | Nobunaga Shimazaki          | Felix Mayer              |
| Chris Yamada     | Seiichirou Yamashita        | Vincent Fallow           |
| Masamunes Vater  | Yuuichi Nakamura            | Hubertus von Lerchenfeld |
| Sagiris Mutter   | Yuka Iguchi                 | Angela Wiederhut         |

## Erfolg
Im Jahr 2017 wurde bekanntgegeben, dass von der Light-Novel-Reihe insgesamt eine Million Bücher gedruckt worden seinen.

## Kontroverse
Die australische Zweigstelle von Books Kinokuniya nahm nach einer Beschwerde der australischen Gesetzgeberin Donnie Bonaros Eromanga Sensei aus dem Sortiment. Bonaros hatte sich schriftlich beschwert und beklagt, dass das Unternehmen kinderpornografisches Material verbreite. Sie forderte auf, den Verkauf derartiger Bücher einzustellen. Dabei nannte sie kein Werk namentlich. Bereits im Februar gleichen Jahres forderte der Senator Stirling Griff in seiner Ansprache vor dem Parlament auf, sämtliche Anime- und Manga-Veröffentlichungen, die seiner Meinung nach kindeswohlgefährdend seien, überprüfen zu lassen. Dabei hob er speziell die Anime-Umsetzung von Eromanga Sensei hervor, die laut Griff, „schwerste inzestiöse Thematiken aufgreife, die er nicht beschreiben“ könne. Am 12. August 2020 wurde bekanntgegeben, dass Eromanga Sensei neben weiteren Manga dem Australian Classification Board zur Begutachtung vorgelegt werden muss.